# Römisch-katholische Kirche in Finnland
Die römisch-katholische Kirche in Finnland ist heute eine kleine Diasporagemeinde. Nur 0,3 % der finnischen Bevölkerung ist katholisch.

## Geschichte

### Anfänge
Der erste Bischof in Finnland war Heinrich von Uppsala im 12. Jahrhundert. Mit ihm fand die Christianisierung im Gebiet von Finnland statt, als deren Anfangsdatum traditionell der auf das Jahr 1155 angesetzte Kreuzzug des schwedischen Königs Erik des Heiligen gilt. Daraufhin wurde 1258/1259 mit dem Bistum Turku der erste Bischofssitz in Finnland gegründet.

### Entwicklung seit der Reformation
Nachdem mit der Reformation das Leben der katholischen Kirche in Finnland ausgelöscht worden war, gab es zu Beginn des 20. Jahrhunderts die ersten Neuanfänge. Am 8. Juni 1920 wurde ein Apostolisches Vikariat errichtet, das den Herz-Jesu-Priestern aus Deutschland anvertraut wurde und 1950 bereits 1.789 Gläubige und vier einheimische Diözesanpriester zählte.
Am 25. Februar 1955 wurde das Apostolische Vikariat zum Bistum Helsinki erhoben, welches das ganze Land mit 338.145 km² umfasst. Bis 2008 stieg die Zahl der Katholiken kontinuierlich auf knapp 10.400 an, bis 2024 auf gut 17.200. Etwa 42 Prozent der Katholiken sprachen Finnisch als Muttersprache, knapp 5 Prozent Schwedisch und knapp 54 Prozent andere Sprachen. Es handelt sich also etwa zu gleichen Teilen um katholische Einwanderer und in Finnland geborene Katholiken. Sie wurden 2024 von 27 Priestern und 18 Ordensleuten pastoral betreut, Auch unter den Priestern sind viele Ausländer. So standen an der Spitze des Bistums Helsinki zwei Niederländer und ein Pole, ehe 2009 mit Teemu Sippo erstmals ein gebürtiger Finne Bischof von Helsinki wurde.
Mit der Zunahme der Kirchenangehörigen nahm auch der Bedarf an Kirchengebäuden zu. 2013 wurde ein Kirchengebäude in Vaasa für die dortige Gemeinde käuflich erworben. Im Januar 2014 wurde bekannt, dass eine weitere Kirchengemeinde (die achte Pfarrei Finnlands) in Kuopio gegründet werden soll. Das Kirchengebäude, eine ehemalige evangelisch-lutherische Kirche, wurde am 3. Mai 2014 dem heiligen Josef geweiht.
Der Heilige Stuhl und Finnland unterhalten diplomatische Beziehungen. Apostolischer Nuntius ist seit dem 7. März 2023 Julio Murat.

## Aktuelle Pfarrgemeinden

Karte der acht katholischen Pfarrgemeinden Finnlands

Aktuell gibt es acht römisch-katholische Pfarrgemeinden in Finnland (mit Pfarrkirchen):
1. Sankt-Heinrich-Pfarrgemeinde  (Sankt-Heinrich-Kathedrale, Helsinki)
2. Sankt-Birgitta-und-Gesegnete Hemming-Pfarrgemeinde (Sankt-Birgitta-und-Gesegnete-Hemming-Kirche, Turku)
3. Sankt-Olav-Pfarrgemeinde (Sankt-Olav-Kirche, Jyväskylä)
4. Sankt-Maria-Pfarrgemeinde (Sankt-Maria-Kirche, Helsinki)
5. Heiligkreuz-Pfarrgemeinde (Heiligkreuzkirche, Tampere)
6. Sankt-Ursula-Pfarrgemeinde (Sankt-Ursula-Kirche, Kouvola)
7. Heilige-Familie-von-Nazareth-Pfarrgemeinde (Heilige-Familie-von-Nazareth-Kirche, Oulu)
8. Sankt-Josef-Pfarrgemeinde (Sankt-Josef-Kirche, Kuopio)

## Nuntien in Finnland
- Bruno Bernhard Heim (1966–1969)
- Josip Žabkar (1969–1981)
- Luigi Bellotti (1981–1985)
- Henri Lemaître (1985–1992)
- Giovanni Ceirano (1992–1999)
- Piero Biggio (1999–2004)
- Giovanni Tonucci (2004–2007)
- Emil Paul Tscherrig (2008–2017)
- James Patrick Green (2017–2022)
- Julio Murat (seit 2023)